# Быканов, Владислав
Владисла́в Быка́нов (ивр. ולדיסלב ביקנוב‎; род. 19 ноября 1989) — израильский шорт-трекист украинского происхождения. Участник Олимпийских игр.

## Биография
Владислав Быканов родился во Львове, но уже в пятилетнем возрасте вместе с семьей переехал в Израиль, где и научился бегать на коньках, а позднее профессионально занялся шорт-треком.
Уже в 2006 году Быканов в шестнадцатилетнем возрасте дебютировал на чемпионате мира, где занял последнее место в общем зачёте многоборья.
В 2014 году Быканов квалифицировался на Олимпиаду в Сочи, став первым представителем Израиля, прошедшим на Олимпиаду в этом виде. На церемонии открытия он нёс флаг своей страны. Он выступал во всех трёх видах соревнования, но в каждом из них завершал борьбу после первого раунда: на дистанциях 500 и 1000 метров он становился третьим в своих забегах, а на дистанции полтора километра — четвёртым.

## Личные рекорды
| Дистанция   | Страна   | Город    | Дата соревнования | Время    |
| ----------- | -------- | -------- | ----------------- | -------- |
| 500 метров  | Канада   | Монреаль | 15 марта 2014     | 40.823   |
| 1000 метров | Италия   | Турин    | 10 ноября 2013    | 1:25.626 |
| 1500 метров | Германия | Дрезден  | 18 февраля 2011   | 2:14.588 |